# Pacopampa
Pacopampa (del quechua: llanura de  alpacas) es un sitio arqueológico situado en la sierra norte del Perú, en departamento de Cajamarca. Presenta restos de un centro ceremonial de carácter monumental, hecha con piedra tallada y pulida. Pertenece al periodo Formativo, con una antigüedad de 1200 a 500 a. C., aproximadamente, siendo contemporáneo de Chavín de Huántar. El terreno donde se extiende el yacimiento pertenece a la Universidad Nacional Mayor de San Marcos, la cual a través de su Seminario de Historia Rural Andina cuida permanentemente al monumento.
Desde el 2005, año en que se creó el Proyecto Arqueológico Pacopampa por convenio entre el Museo nacional de Etnología de Osaka, Japón y la Facultad de Ciencias Sociales de la Universidad de San Marcos, el sitio es investigado bajo la dirección del arqueólogo japonés Yuji Seki y el arqueólogo peruano Daniel Morales. En el marco de este proyecto se descubrió en el 2009 los restos de la llamada «Dama de Pacopampa», así como otros entierros humanos.

## Ubicación geográfica
Se halla a 1 km del pueblo de Pacopampa, a 2140 m s. n. m., en el distrito de Querocoto de la provincia de Chota, del departamento de Cajamarca. Se cuenta entre los centros ceremoniales más grandes del Formativo de la sierra norte del Perú. A su alrededor se han identificado unos doce sitios arqueológicos, de los que solo han sido estudiados los llamados La Capilla y El Mirador, situados a un km al este. Más lejos, a 3 km al sureste, se halla Pandanche, otro centro ceremonial del Formativo, pero de menores proporciones.

## Historia

### Cronología
Las edificaciones visibles datarían del Formativo Medio y Tardío, entre 1200 y 500 a. C., aunque también existen evidencias más tempranas que aparentemente se remontan a 2500 a. C. y otras más tardías, del Intermedio Temprano.
Aunque no se conoce totalmente su configuración arquitectónica, se ha podido determinar tres fases en el desarrollo de este centro ceremonial:
- Pacopampa I (c. 1200-900 a. C., calib.), corresponde a la fase de su construcción.
- Pacopampa II (c. 900-500 a. C., calib.), fase en la que fue totalmente remodelado y a la que corresponden casi todas las estructuras visibles en la superficie.
- Pacopampa III, (c. 500-1 a. C., calib.), anterior a su abandono total, que se prolonga hasta la cultura Cajamarca, es decir, ya en el Intermedio Temprano.[2]

### Investigaciones

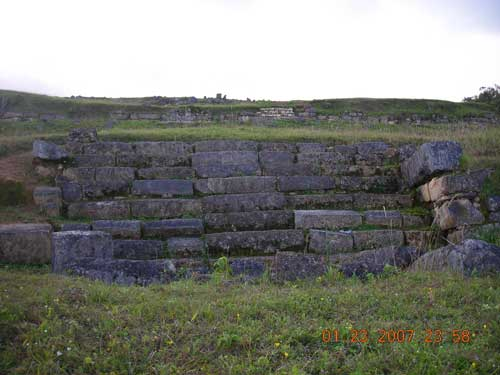
Restos arqueológicos de Pacopampa.

En la década de 1930 Rafael Larco Hoyle visitó el área, donde recogió muestras de litoescultura que llevó a su museo en Chiclín (Trujillo) y que hoy se hallan en el Museo Rafael Larco Herrera de Lima. Fue el primero en informar, aunque de manera escueta, sobre hallazgos de ese tipo en el sitio. Pacopampa fue relacionada con la cultura Chavín, cuando estaba en boga la teoría de Tello sobre el origen de la cultura peruana.
En 1966, Pablo Macera viajó al sitio arqueológico y lo investigó. Deseoso de protegerlo, en 1970 consiguió que el doctor Emilio Choy hiciera una donación a la Universidad de San Marcos para que esta pudiera adquirir el terreno donde se extiende el yacimiento. Desde entonces y a través del Seminario de Historia Rural Andina, dicha universidad ha cuidado permanentemente al monumento.
Hermilio Rosas y Ruth Shady exploraron la estructura arquitectónica y realizaron excavaciones (1970). Al analizar la cerámica diferenciaron una fase anterior a la influencia Chavín que denominaron Pacopampa-Pacopampa (1200 a. C.), diferente de la que le sigue, titulada Pacopampa-Chavín (700 a. C.).
Posteriormente, la arqueóloga Rosa Fung Pineda (1976), sobre la base de excavaciones realizadas en la tercera plataforma, determinó cinco fases, desde fines del período Inicial hasta concluir el Horizonte Temprano.
Sin embargo, parece que el santuario es aún más antiguo por restos encontrados en Pandanche, situado a 3 km al sureste de Pacopampa, sitio investigado por el arqueólogo Peter Kaulicke (1975). Allí descubrió una cerámica anterior a Pacopampa-Pacopampa, que llamó estilo Pandanche.
Posteriormente han trabajado en el sitio: Isabel Flores, en El Mirador (1975); Julián Santillana (1975) y Daniel Morales Chocano (1980, 1981 y 1982).
En el 2005 se creó el Proyecto Arqueológico Pacopampa, por convenio entre el Museo Nacional de Etnología de Osaka (Japón) y la Universidad Nacional Mayor de San Marcos (Facultad de Ciencias Sociales). Cuenta con la dirección de Yuji Seki y la codirección de Daniel Morales. El principal logro de este proyecto es la verificación cronológica del asentamiento sobre la base de fechados radiocarbónicos y la correlación estratigráfica de sus componentes arquitectónicos. En el marco de este proyecto se descubrió en el 2009 los restos de la llamada «Dama de Pacopampa», así como otros entierros humanos.

## Sitio arqueológico

### Descripción

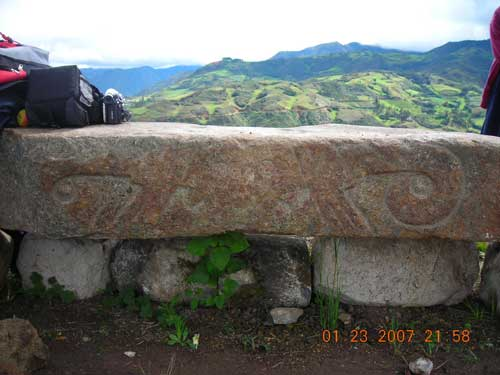
Friso de Pacopampa.

Está  compuesto básicamente de tres plataformas superpuestas, construidas sobre una colina, con sus accesos o portadas situados al Este. Tiene la forma de una pirámide trunca.
Tiene una extensión aproximada de 600 por 200 m y una altura de 35 m sobre el piso de la primera plataforma. 
Cuenta con escalinatas de acceso hechas de grandes piedras talladas y pulidas, así como galerías interiores, corredores, ductos de ventilación y canales para drenaje. Son de destacar también restos de columnas, una cornisa con serpientes talladas en altorrelieve y diversos monolitos, evidentemente asociados a la arquitectura. 

La plataforma inferior tiene galerías interiores y una escalera central que la conecta con la subsiguiente. Esta escalera estuvo asociada con un felino esculpido en piedra. La segunda plataforma también exhibe galerías y una escalera central. La tercera, que se halla en la parte alta de la colina, muestra una plaza cuadrangular que se conecta a una escalera que conduce hasta una estructura situada en lo más alto del cerro. En esta plaza existen restos de columnas y bloques de piedra pulidas.

En este sitio se han encontrado también armas e instrumentos líticos, cerámica y tallas pequeñas en hueso y en piedra con motivos simbólicos de un estilo similar al de Cupisnique-Chavín. 

### Escultura lítica
De Pacopampa provienen diversas muestras de escultura lítica, destacando la imagen de una divinidad que también se encuentra en Chavín, el llamado dios felino. Son típicos los morteros de piedra cuya forma adopta el cuerpo de un felino, uno de los cuales lleva alas adheridas a las ancas. Otro ejemplo notable es una estatua con detalles labrados, que Larco Hoyle denominó el «Felino de Pacopampa», y que representa a un personaje con contornos humanos, pero con boca de felino y portando alas. Es decir, una mezcla de rasgos de hombre,  felino y ave, que el arqueólogo Federico Kauffmann Doig ha denominado piscoruna-pumapasimin y que es una constante iconográfica del periodo Formativo.

## Hallazgos

### La Dama de Pacopampa
En el 2009 el equipo de arqueólogos del Proyecto Arqueológico Pacopampa, dirigido por Yuji Seki, anunció el descubrimiento de la tumba de una mujer, presumiblemente un personaje de gran poder en la zona, de hacia el 900 a. C., aproximadamente. La tumba, con forma de bota, es muy profunda y había quedado en todo ese tiempo libre de los saqueadores o huaqueros. 
La mujer, ahora llamada «Dama de Pacopampa», medía 155 cm de altura y al morir debió tener entre 30 y 40 años de edad. Tenía el cráneo deformado artificialmente. Fue enterrada con un rico ajuar funerario conformado por orejeras y aretes de oro, vasijas de cerámica y collar de conchas marinas; esto último evidenciaría un contacto con la costa, que se halla muy alejada del sitio. Se hallaron también restos de cinabrio untados en su cráneo. Hay indicios de que fue enterrada antes de la construcción del templo ceremonial.
Yuji Seki declaró para el diario El Comercio: «No se puede afirmar si fue una reina o jefa, o si se trató de una especie de consejera cuya sabiduría radicaba en el carácter religioso de sus actos. En otras palabras, era una sacerdotisa con un fuerte manejo de la ideología y dominio del mundo sobrenatural».

### Las Cinco Tumbas
En el 2012 se anunciaron los hallazgos de cinco tumbas de más de 2900 años de antigüedad, una de las cuales pertenecería a un personaje de la elite de Pacopampa. El encargado del proyecto arqueológico dijo que una de las tumbas posee un dije de oro de dos centímetros de diámetro, una cuenta de piedras y vasijas de cerámica. Estas tumbas datan después de la construcción del templo ceremonial, lo que indica que los restos pertenecerían a miembros de la elite que administraba el santuario.

### La tumba de los dos sacerdotes
En septiembre de 2015, se dio a conocer el hallazgo de una tumba con los restos de dos personajes de alta jerarquía, presumiblemente sacerdotes, cuya antigüedad se ha calculado en 2700 años (hacia 700 a. C.). Ambos cuerpos habían sido enterrados juntos, a un metro de profundidad, en posición fetal y en direcciones opuestas. Uno de ellos tenía a su lado una botella de cerámica con asa estribo y de color negro, elaborada en forma de serpiente con cabeza de jaguar, fino ejemplar que no tiene parangón en la cerámica prehispánica. El otro individuo tenía un enorme collar de 25 cuentas de oro, las cuales tienen la forma del número 8 y están muy hábilmente hilvanadas; al parecer, los orfebres quisieron simular los movimientos de una serpiente. Cerca de su cráneo se notan pigmentos de origen mineral como el cinabrio (rojo), hematita (marrón oscuro), magnetita (negro brillante), malaquita (verde) y calcita (blanco). El hallazgo fue considerado muy importante, ya que evidencia que en aquel remoto pasado ya existían elites sacerdotales que ejercían su poder sobre la población.

### La tumba del Sacerdote de los Pututos
En agosto del 2022, se reveló la noticia del hallazgo de la tumba de un personaje adulto de 3 mil años de antigüedad que tendría entre 25 y 35 años de edad al momento de su muerte. Como ofrendas presenta un importante ajuar de objetos exóticos entre los que se encuentran varios pututos o waylla kepa, trompetas hechas de grandes conchas marinas, provenientes de las costas de Tumbes y Guayaquil, que fueron decorados con finas líneas; además de collares de grandes y pequeñas cuentas de conchas marinas (blanca) y de malaquita (verdes), orejeras de piedra semipreciosa.